# Suona ancora
Suona ancora è un singolo del rapper italiano Neffa, il secondo estratto dal secondo album in studio 107 elementi e pubblicato nel 1998.

## La canzone
Si tratta dell'ultimo singolo pubblicato da Neffa prima della sua svolta soul, avvenuta nel 2001 con la pubblicazione dell'album Arrivi e partenze. Il ritornello del brano è stato realizzato con la cantante Elise, mentre gli scratch sono stati curati dai disc jockey DJ Double S e DJ Stile.
Il singolo contiene anche come b-side un remix del brano Strategie dell'universo, che ha visto la partecipazione di Chico MDee, Kaos e Sean e con scratch di DJ Double S, DJ Skizo degli Alien Army (produttore della traccia con Neffa), DJ Stile e DJ Zak.

## Tracce
CD singolo
1. Suona ancora (feat. Elise, Double S, Stile) – 4:45
2. Strategie dell'universo Remix (feat. Chico MDee, Double S, Skyzo, Stile, Kaos, Sean, Zak) – 5:04

12"
1. Suona ancora (feat. Elise, Double S, Stile) – 4:45
2. Strategie dell'universo Remix (feat. Chico MDee, Double S, Skyzo, Stile, Kaos, Sean, Zak) – 5:04
3. Suona ancora (feat. Elise, Double S, Stile) (Instrumental) – 4:45
4. Strategie dell'universo Remix (feat. Chico MDee, Double S, Skyzo, Stile, Kaos, Sean, Zak) (Instrumental) – 5:04